# Brigue
Pour l’article ayant un titre homophone, voir Brig.
Brigue, appelée en allemand Brig et en italien Briga, est une ville du canton du Valais située sur le territoire de la commune de Brigue-Glis.

## Toponymie
Le nom de Brigue vient du celtique Briga et signifie « forteresse de colline » ou « hauteur, puis château fort ».

## Histoire
Mentionnée pour la première fois en 1215, Brigue ne fut élevée au rang de ville qu’au XVIIe siècle. Elle connut un important développement grâce à Kaspar Jodok von Stockalper (1609-1691), un habile homme d'affaires, surnommé « le roi du Simplon ».
Les sources thermales de Brigue étaient déjà réputées au Moyen Âge. Ruinées par un éboulement au XVe siècle, elles ont été déblayées en 1471 et annexées aux bains publics.
Le collège jésuite du Saint-Esprit, édifié entre 1673 et 1688, offre un bel exemple d’architecture baroque.
Le 25 janvier 1913 Brigue fut le point de départ du  franchissement des Alpes, avec un monoplan, par Jean Bielovucic qui vola en 28 minutes jusqu'à Domodossola.
Le 24 septembre 1993, la ville a été partiellement ravagée par des inondations, à la suite de la sortie de son lit de la rivière Saltina.

## Population

### Gentilé et surnoms
Les habitants de la commune se nomment les Brigois.
Ils sont surnommés les Brigands. Ils sont également surnommés d'Holzschüö, d'Sschüöblätza et d'Turugeuche en suisse allemand, soit les sabots, les savetiers et ceux qui sont tout fiers de leur maison à tourelle.

### Démographie
La commune compte 468 habitants en 1798, 412 en 1802, 596 en 1827, 721 en 1850, 1 012 en 1860, 1 172 en 1888, 2 182 en 1900, 3 132 en 1920, 3 854 en 1950, 5 191 en 1970, 9 608 (avec Glis et Brigerbad) en 1980, 10 602 en 1990 et 11 590 en 2000.

## Culture et patrimoine

### Héraldique
| Blason | Blasonnement : D'or à la couleuvre ailée, armée, lampassée et couronnés de gueules. |

### Personnalités
- Pierre Emmanuel Jacques de Rivaz (1745-1827), général suisse des armées de la République française est né à Brigue.
- Walter Henzen (1895-1967), philologue suisse né à Brigue.
- Henri Colpi, cinéaste français né à Brigue le 15 juillet 1921, mort le 14 janvier 2006 à Menton, France.
- Viola Amherd, conseillère fédérale née le 7 juin 1962 à Brigue-Glis, présidente de la confédération pour l'année 2024.
- Gianni Infantino (1970-), juriste, président de la FIFA (2016).
- Silvan Zurbriggen (1981-), ancien skieur alpin de coupe du monde et vice-champion du monde en slalom.
- Nico Hischier, joueur de hockey sur glace professionnel des New Jersey Devils.

### Monuments et curiosités
- Château de Stockalper
- Tunnel de Brig sur la ligne du Simplon
- La muraille de Gamsen date du XIVe siècle.
- Un monument a été dressé en hommage au pionnier de l'aviation Jorge Chávez Dartnell sur la place Saint-Sebastien.

## Transports

### Axes routiers
- Brigue est traversée par la route principale 9.
- À Brigue commence la route principale 19 en direction de la vallée de Conches.
- Par l'autoroute A9 Vallorbe-Lausanne-Brigue.
- La E62 par l'A9 puis la route principale 9 par le col du Simplon.
- Les CFF offrent la possibilité de chargement des autos (Autoverlad) pour l'Italie, par le tunnel du Simplon et Iselle di Trasquera.

### Lignes ferroviaires
- Par la ligne CFF (ligne du Simplon), Lausanne-Sion-Brigue-Simplon-Domodossola-Milan ;
- Par la ligne BLS (ligne du Lötschberg), Zürich HB ou Bâle-Berne-Spiez-Brigue-Simplon-Domodossola-Milan ;
- Uniquement en hiver, la ville est desservie par un TGV Lyria, Paris-Lausanne-Brigue ;
- Par la ligne du Glacier Express, Saint-Moritz-Coire-Disentis-Andermatt-Brigue-Zermatt ;
- Au niveau régional, le Matterhorn-Gotthard Bahn dessert la ville aux destinations d'Andermatt et de Zermatt.

#### Niveau routier (Autobus)
- La société CarPostal offre des liaisons à destination de Saas Fee, Naters, Viège et Domodossola en Italie par le col du Simplon.

Photo aérienne historique de Werner Friedli de 1949.

## Tourisme
Elle se situe près des stations de Belalp, Saas-Fee, Zermatt, Fiesch, Bettmeralp, etc.
Les bains thermaux du Brigerbad attirent de nombreuses personnes.